# Eunicea pinta
Eunicea pinta is een zachte koraalsoort uit de familie Plexauridae. De koraalsoort komt uit het geslacht Eunicea. Eunicea pinta werd in 1958 voor het eerst wetenschappelijk beschreven door Bayer & Deichmann. 